# Liste des monuments historiques d'Hyères
Ce tableau présente la liste de tous les monuments historiques classés ou inscrits dans la ville d'Hyères, dans le département du Var, en France.

## Liste
| Monument                           | Adresse                             | Coordonnées                      | Notice         | Protection     | Date            | Illustration                       |
| ---------------------------------- | ----------------------------------- | -------------------------------- | -------------- | -------------- | --------------- | ---------------------------------- |
| Batterie du Bon Renaud             | Porquerolles                        | 43° 00′ 28″ nord, 6° 11′ 04″ est | « PA00081654 » | Inscrit        | 1989            | Image manquante Téléverser         |
| Batterie du Lequin                 | Porquerolles                        | 43° 00′ 47″ nord, 6° 13′ 03″ est | « PA00081655 » | Inscrit        | 1989            | Image manquante Téléverser         |
| Batterie des Mèdes                 | Porquerolles                        | 43° 01′ 29″ nord, 6° 14′ 28″ est | « PA00081656 » | Inscrit        | 1989            | Batterie des Mèdes                 |
| Chapelle Saint-Blaise              | Place Massillon                     | 43° 07′ 17″ nord, 6° 07′ 42″ est | « PA00081636 » | Classé         | 1987            | Chapelle Saint-Blaise              |
| Château d'Hyères                   |                                     | 43° 07′ 23″ nord, 6° 07′ 24″ est | « PA00081637 » | Classé Inscrit | 1862 1926       | Château d'Hyères                   |
| Château Sainte-Agathe              | Porquerolles                        | 42° 59′ 59″ nord, 6° 12′ 23″ est | « PA00081657 » | Inscrit        | 1927            | Château Sainte-Agathe              |
| Domaine de San Salvadour           | San Salvadour R.D. 559              | 43° 05′ 10″ nord, 6° 06′ 41″ est | « PA00081639 » | Inscrit        | 1990            | Domaine de San Salvadour           |
| École Anatole France               | 1B rue Michelet                     | 43° 07′ 00″ nord, 6° 07′ 38″ est | « PA83000024 » | Inscrit        | 2011            | École Anatole France               |
| Église Saint-Louis                 |                                     | 43° 07′ 18″ nord, 6° 07′ 50″ est | « PA00081640 » | Classé         | 1840            | Église Saint-Louis                 |
| Église Saint-Paul                  | Place Saint-Paul                    | 43° 07′ 18″ nord, 6° 07′ 37″ est | « PA00081641 » | Classé         | 1992            | Église Saint-Paul                  |
| Église Saint-Pierre de l'Almanarre | L'Almanarre                         | 43° 04′ 53″ nord, 6° 07′ 23″ est | « PA00081642 » | Inscrit        | 1926            | Église Saint-Pierre de l'Almanarre |
| Fort de l'Éminence                 | Port-Cros                           | 43° 00′ 30″ nord, 6° 23′ 19″ est | « PA00081665 » | Inscrit        | 1989            | Image manquante Téléverser         |
| Fort de l'Estissac                 | Port-Cros                           | 43° 00′ 41″ nord, 6° 23′ 07″ est | « PA00081666 » | Inscrit        | 1947            | Fort de l'Estissac                 |
| Fort du Grand Langoustier          | Porquerolles                        | 42° 59′ 56″ nord, 6° 09′ 52″ est | « PA00081658 » | Inscrit        | 1989            | Fort du Grand Langoustier          |
| Fort du Moulin                     | Port-Cros                           | 43° 00′ 38″ nord, 6° 22′ 52″ est | « PA00081664 » | Classé         | 1954            | Fort du Moulin                     |
| Fort du Petit Langoustier          | Île du Petit Langoustier            | 43° 00′ 19″ nord, 6° 09′ 39″ est | « PA00081659 » | Inscrit        | 1989            | Fort du Petit Langoustier          |
| Fort de Port Man                   | Port-Cros                           | 43° 00′ 48″ nord, 6° 25′ 12″ est | « PA00081663 » | Inscrit        | 1947            | Fort de Port Man                   |
| Fort de la Repentance              | Porquerolles                        | 43° 00′ 22″ nord, 6° 13′ 23″ est | « PA00081660 » | Inscrit        | 1989            | Fort de la Repentance              |
| Fortin de l'Alicastre              | Porquerolles                        | 43° 00′ 45″ nord, 6° 13′ 18″ est | « PA00081661 » | Inscrit        | 1927            | Fortin de l'Alicastre              |
| Fortin de la Vigie                 | Port-Cros                           | 42° 59′ 56″ nord, 6° 24′ 02″ est | « PA00081667 » | Inscrit        | 1947            | Image manquante Téléverser         |
| Fortins de l'île de Bagaud         | Bagaud                              | 43° 00′ 51″ nord, 6° 21′ 40″ est | « PA00081653 » | Inscrit        | 1989            | Image manquante Téléverser         |
| Hôtel Dellor                       | 3 rue du Portalet                   | 43° 07′ 16″ nord, 6° 07′ 43″ est | « PA00081643 » | Inscrit        | 1946            | Hôtel Dellor                       |
| Maison romane                      | Rue Paradis                         | 43° 07′ 22″ nord, 6° 07′ 38″ est | « PA00081644 » | Classé         | 1926            | Maison romane                      |
| Olbia-Pomponiana                   | L'Almanarre                         | 43° 04′ 52″ nord, 6° 07′ 20″ est | « PA00081638 » | Inscrit Classé | 1926 1947 1951  | Olbia-Pomponiana                   |
| Oppidum de Costebelle              |                                     | 43° 05′ 53″ nord, 6° 07′ 41″ est | « PA00081645 » | Classé         | 1958            | Image manquante Téléverser         |
| Ouvrage de Galéasson               | Porquerolles                        | 43° 00′ 41″ nord, 6° 14′ 56″ est | « PA00081662 » | Inscrit        | 1989            | Image manquante Téléverser         |
| Phare de Porquerolles              | Route du Phare                      | 42° 59′ 01″ nord, 6° 12′ 24″ est | « PA83000026 » | Classé         | 2012            | Phare de Porquerolles              |
| Porte de Baruc                     | 2 rue Barbacane                     | 43° 07′ 23″ nord, 6° 07′ 39″ est | « PA00081646 » | Inscrit        | 1926            | Porte de Baruc                     |
| Le Plantier de Costebelle          | 2 rue Barbacane                     | à géolocaliser                   | « PA00081650 » | Inscrit        | 1976            | Le Plantier de Costebelle          |
| Porte de Fenouillet                |                                     | 43° 07′ 13″ nord, 6° 07′ 37″ est | « PA00081647 » | Inscrit        | 1926            | Porte de Fenouillet                |
| Porte de la Rade                   |                                     | 43° 07′ 15″ nord, 6° 07′ 51″ est | « PA00081648 » | Inscrit        | 1926            | Porte de la Rade                   |
| Porte Saint-Paul                   | Place Saint-Paul                    | 43° 07′ 18″ nord, 6° 07′ 38″ est | « PA00081649 » | Classé         | 1992            | Porte Saint-Paul                   |
| La Tour Fondue                     |                                     | 43° 01′ 34″ nord, 6° 09′ 20″ est | « PA00081634 » | Inscrit        | 1989            | La Tour Fondue                     |
| Villa La Favorite                  | 11 boulevard Chateaubriand          | 43° 07′ 24″ nord, 6° 08′ 15″ est | « PA83000043 » | Inscrit        | 16 juillet 2018 | Image manquante Téléverser         |
| Villa Noailles                     | Rue Saint-Pierre Montée de Noailles | 43° 07′ 26″ nord, 6° 07′ 38″ est | « PA00081651 » | Inscrit        | 1975 1987       | Villa Noailles                     |
| Villa Tholozan                     | Boulevard d'Orient                  | 43° 07′ 20″ nord, 6° 08′ 10″ est | « PA00081652 » | Inscrit        | 1975            | Villa Tholozan                     |
| Villa tunisienne                   | 1 avenue Andrée-de-David-Beauregard | 43° 07′ 03″ nord, 6° 07′ 33″ est | « PA83000010 » | Inscrit        | 1999            | Villa tunisienne                   |